# Norwegen beim Eurovision Young Musicians
Übertragende Rundfunkanstalt

Erste Teilnahme
1982
Anzahl der Teilnahmen
20
Höchste Platzierung
1 (2012)
Dieser Artikel befasst sich mit der Geschichte Norwegens als Teilnehmer des Wettbewerbs Eurovision Young Musicians.

## Regelmäßigkeiten der Teilnahme und Erfolge im Wettbewerb
Norwegen nahm bis auf 1984 an jedem Wettbewerb als eigenständige Nation teil. Seit 2004 konnte man sich jedes Jahr für das Finale qualifizieren, sofern Halbfinale abgehalten wurden. Den ersten und bisher einzigen Sieg für Norwegen gab es im Jahr 2012 als der Geiger Eivind Holtsmark Ringstad den Wettbewerb gewann.
Insgesamt erreichte Norwegen 7 Platzierungen unter den ersten drei, was es zu einer der erfolgreichsten Nationen beim Eurovision Young Musicians macht.

## Liste der Beiträge
Farblegende: – 1. Platz. – 2. Platz. – 3. Platz. – ausgeschieden im Halbfinale/in der Qualifikation. – keine Teilnahme/nicht qualifiziert.
| Jahr | Interpret                                  | Instrument                                 | Stücke | Platz Finale                                     | Platz Halbfinale                                 | Nationale Vorentscheidung                  |
| ---- | ------------------------------------------ | ------------------------------------------ | --- | ------------------------------------------------ | ------------------------------------------------ | ------------------------------------------ |
| 1982 | Atle Sponberg                              | Violine                                    | Violin Concerto No.1 von Niccolò Paganini | k. A. / 5                                        | Direkt für das Finale qualifiziert               |                                            |
| 1984 | Keine Teilnahme als eigenständige Nation 1 | Keine Teilnahme als eigenständige Nation 1 | Keine Teilnahme als eigenständige Nation 1 | Keine Teilnahme als eigenständige Nation 1       | Keine Teilnahme als eigenständige Nation 1       | Keine Teilnahme als eigenständige Nation 1 |
| 1986 | Ellen Margrete Flesjo                      | Cello                                      | Cello Concerto in D-Dur von Édouard Lalo | Ausgeschieden                                    | k. A. / 15                                       |                                            |
| 1988 | Leif Ove Andsnes                           | Klavier                                    | Concerto for piano and orchestra no.3 in C, op.26 von Sergei Prokofiev | 2 / 6                                            | k. A. / 16                                       |                                            |
| 1990 | Gudrun Skretting                           | Klavier                                    | Symphonic Variations von César Franck | Ausgeschieden                                    | k. A. / 18                                       |                                            |
| 1992 | Henning Kraggerud                          | Violine                                    | Concerto In D Major For Violin And Orchestra von Pjotr Tschaikowski | k. A. / 8                                        | k. A. / 13                                       |                                            |
| 1994 | Rolf-Erik Nystrøm                          | Saxophone                                  | Suite pour saxophone alto et piano, part I von Paul Bonneau | Ausgeschieden                                    | k. A. / 24                                       |                                            |
| 1996 | Gunilla Süssmann                           | Klavier                                    | unbekannt | k. A. / 8                                        | k. A. / 17                                       |                                            |
| 1998 | Kristian Lindberg                          | Violine                                    | unbekannt | Ausgeschieden                                    | k. A. / 13                                       |                                            |
| 2000 | David Coucheron                            | Violine                                    | Carmen Fantasy von Franz Waxman | k. A. / 8                                        | k. A. / 18                                       |                                            |
| 2002 | Vilde Frang Bjærke                         | Violine                                    | unbekannt | Ausgeschieden                                    | k. A. / 20                                       |                                            |
| 2004 | Vilde Frang Bjærke                         | Violine                                    | Violin Concerto (3rd movement) von Jean Sibelius | k. A. / 7                                        | k. A. / 16                                       |                                            |
| 2006 | Tine Thing Helseth                         | Trompete                                   | Concerto for Trumpet and Orchestra, 1st movement von Joseph Haydn | 2 / 7                                            | k. A. / 8                                        | Virtuos 2008                               |
| 2008 | Eldbjørg Hemsing                           | Violine                                    | Tzigane (Rhapsodie für Orchester) von Maurice Ravel Subito für Violine und Klavier von Witold Lutosławski Carmen-Fantasie von Franz Waxman | 3 / 7                                            | k. A. / 16                                       | Virtuos 2008                               |
| 2010 | Guro Kleven Hagen                          | Violine                                    | Violinkonzert D-Dur op. 35 von Pjotr Iljitsch Tschaikowski | 2 / 7                                            | k. A. / 8                                        | Virtuos 2010                               |
| 2012 | Eivind Holtsmark Ringstad                  | Violine                                    | Sonata no 1 op 120 F minor, 1. movement: Allegro Appasionata von Johannes Brahms Sonata no 1 op 25 for viola solo, 4. movement: Rasendes Zeitmaß. Wild. Tonschönheit ist Nebensache von Paul Hindemith Andante and Rondo Ungarese von Carl Maria von Weber Viola concerto, 2 & 3 mov. von Béla Bartók | 1 / 7                                            | k. A. / 14                                       | Virtuos 2012                               |
| 2014 | Sonoko Miriam Shimano Welde                | Violine                                    | Poème, Op.25 von Ernest Chausson 3. Bewegung von Violin Concerto No.1 in G-moll, Op.26 von Max Bruch | k. A. / 14                                       | k. A. / 7                                        | Virtuos 2014                               |
| 2016 | Ludvig Gudim                               | Violine                                    | Carmen Fantasie von Franz Waxman | k. A. / 11                                       | Direkt für das Finale qualifiziert               | Virtuos 2016                               |
| 2018 | Birgitta Elisa Oftestad                    | Cello                                      | 1st mvt from Cello Concerto No 1 von Dmitri Dmitrijewitsch Schostakowitsch Adagio and Allegro von Robert Schumann 4th mvt from Cello Concerto von Edward Elgar | k. A. / 6                                        | k. A. / 9                                        | Virtuos 2018                               |
| 2020 | Mathias Rugsveen                           | Akkordeon                                  | Absage wegen der COVID-19-Pandemie durch die EBU | Absage wegen der COVID-19-Pandemie durch die EBU | Absage wegen der COVID-19-Pandemie durch die EBU | Virtuos 2020                               |
| 2022 | Alma Serafin Kraggerud                     | Violine                                    | "Introduction et Rondo Capriccioso", op. 28, 1. Satz von Camille Saint-Saëns | 3 / 9                                            | Direkt für das Finale qualifiziert               | Virtuos 2022                               |
| 2024 | Sebastian Egebakken Svenøy                 | Klavier                                    | 5. Klavierkonzert, 3. Satz von Camille Saint-Saëns | k. A. / 11                                       | Direkt für das Finale qualifiziert               | Virtuos 2024                               |

## Nationale Vorentscheidungen
Seit 2008 wählte Norwegen jeden seiner Teilnehmer durch die Castingshow Virutos aus.

## Ausgerichtete Wettbewerbe
Norwegen richtete bisher einen Wettbewerb aus. Der Wettbewerb 2024 wäre der zweite Eurovision Young Musicians der in Norwegen ausgetragen wird.
| Jahr | Stadt  | Austragungsort       | Moderation     |
| ---- | ------ | -------------------- | -------------- |
| 2000 | Bergen | Grieghalle           | Arlid Erikstad |
| 2024 | Bodø   | Stormen Concert Hall |                |

## Impressionen

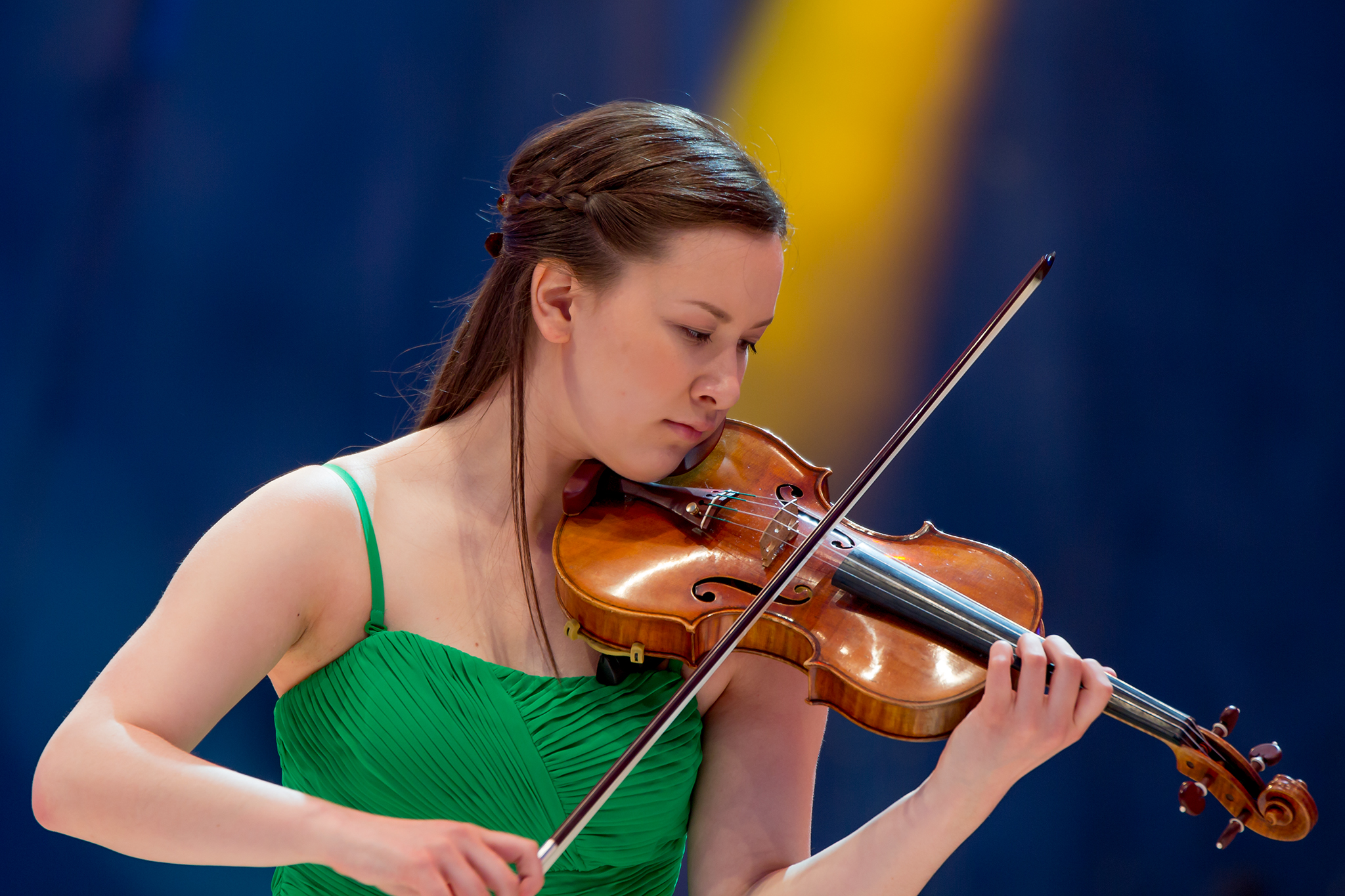
Sonoko Miriam Shimano Welde 2014
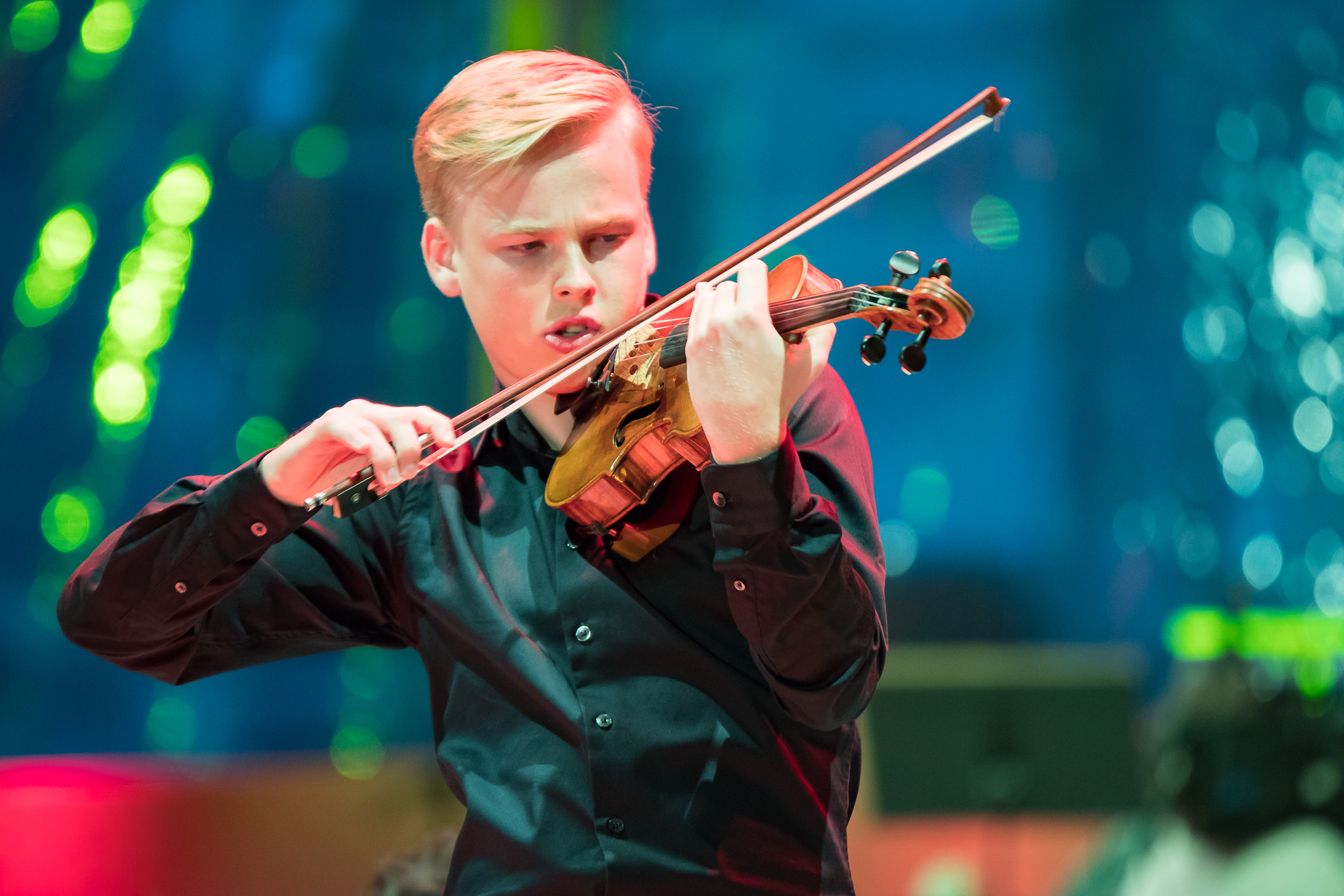
Ludwig Gudim 2016